# Campionati del mondo a squadre di marcia 2016 - 20 km maschile
La gara della  20 km maschile ai campionati del mondo a squadre di marcia 2016 si è svolta il 7 maggio 2016 a Roma.

## Classifiche

### Individuale
| Posizione | Atleta                  | Nazionalità   | Tempo    | Distacco | Note                                     | Proposte di squalifica |
| --------- | ----------------------- | ------------- | -------- | -------- | ---------------------------------------- | ---------------------- |
| Oro       | Wang Zhen               | Cina          | 1h19'22" |          |                                          |                        |
| Argento   | Cai Zelin               | Cina          | 1h19'34" |          | Miglior prestazione personale stagionale |                        |
| Bronzo    | Álvaro Martín           | Spagna        | 1h19'36" |          | Miglior prestazione personale            |                        |
| 4         | Dane Bird-Smith         | Australia     | 1h19'38" |          | Miglior prestazione personale            |                        |
| 5         | Benjamin Thorne         | Canada        | 1h19'55" |          | Miglior prestazione personale            | ~                      |
| 6         | Andrés Chocho           | Ecuador       | 1h20'07" |          | Miglior prestazione personale            | ~~                     |
| 7         | Iñaki Gómez             | Canada        | 1h20'12" |          |                                          |                        |
| 8         | Caio Bonfim             | Brasile       | 1h20'20" |          | Miglior prestazione personale            |                        |
| 9         | Ruslan Dmytrenko        | Ucraina       | 1h20'33" |          | Miglior prestazione personale stagionale |                        |
| 10        | Christopher Linke       | Germania      | 1h20'40" |          |                                          |                        |
| 11        | Mauricio Arteaga        | Ecuador       | 1h21'08" |          | Miglior prestazione personale            |                        |
| 12        | Eiki Takahashi          | Giappone      | 1h21'12" |          |                                          | ~                      |
| 13        | Wang Kaihua             | Cina          | 1h21'12" |          |                                          |                        |
| 14        | Nazar Kovalenko         | Ucraina       | 1h21'21" |          | Miglior prestazione personale stagionale | ~                      |
| 15        | Carl Dohmann            | Germania      | 1h21'26" |          | Miglior prestazione personale            | ~~                     |
| 16        | Evan Dunfee             | Canada        | 1h21'26" |          |                                          |                        |
| 17        | Alexandros Papamichail  | Grecia        | 1h21'33" |          | Miglior prestazione personale stagionale |                        |
| 18        | Iván Garrido            | Colombia      | 1h21'35" |          | Miglior prestazione personale            |                        |
| 19        | Diego García            | Spagna        | 1h21'36" |          | Miglior prestazione personale            |                        |
| 20        | Hagen Pohle             | Germania      | 1h21'39" |          |                                          |                        |
| 21        | Yerko Araya             | Cile          | 1h21'39" |          |                                          | ~                      |
| 22        | Ganapathi Krishnan      | India         | 1h21'41" |          | Miglior prestazione personale            |                        |
| 23        | Dzianis Simanovich      | Bielorussia   | 1h21'48" |          | Miglior prestazione personale stagionale | ~~                     |
| 24        | Brian Pintado           | Ecuador       | 1h21'49" |          | Miglior prestazione personale            |                        |
| 25        | Paolo Yurivilca         | Perù          | 1h21'49" |          | Record nazionale                         | ~                      |
| 26        | Quentin Rew             | Nuova Zelanda | 1h21'54" |          | Record nazionale                         |                        |
| 27        | Gurmeet Singh           | India         | 1h22'04" |          |                                          | ~                      |
| 28        | Richard Vargas          | Venezuela     | 1h22'10" |          | Record nazionale                         |                        |
| 29        | Takumi Saitō            | Giappone      | 1h22'26" |          |                                          |                        |
| 30        | João Vieira             | Portogallo    | 1h22'39" |          | Miglior prestazione personale stagionale |                        |
| 31        | Manish Singh            | India         | 1h22'41" |          |                                          |                        |
| 32        | Ivan Losyev             | Ucraina       | 1h22'43" |          | Miglior prestazione personale stagionale |                        |
| 33        | Miguel Ángel López      | Spagna        | 1h22'46" |          | Miglior prestazione personale stagionale |                        |
| 34        | Tom Bosworth            | Gran Bretagna | 1h22'55" |          |                                          |                        |
| 35        | Dawid Tomala            | Polonia       | 1h23'07" |          |                                          | ~                      |
| 36        | Rafał Augustyn          | Polonia       | 1h23'09" |          | Miglior prestazione personale stagionale | >>                     |
| 37        | Håvard Haukenes         | Norvegia      | 1h23'15" |          | Miglior prestazione personale            |                        |
| 38        | Anton Kučmín            | Slovacchia    | 1h23'17" |          |                                          |                        |
| 39        | Rhydian Cowley          | Australia     | 1h23'21" |          |                                          | >                      |
| 40        | Dzmitryj Dzjubin        | Bielorussia   | 1h23'32" |          |                                          |                        |
| 41        | Satoshi Maruo           | Giappone      | 1h23'38" |          |                                          |                        |
| 42        | Sandeep Kumar           | India         | 1h23'51" |          |                                          |                        |
| 43        | Kim Hyun-sub            | Corea del Sud | 1h23'51" |          | Miglior prestazione personale stagionale |                        |
| 44        | Georgiy Sheiko          | Kazakistan    | 1h23'51" |          |                                          | ~                      |
| 45        | Aliaksandr Liakhovich   | Bielorussia   | 1h23'59" |          |                                          |                        |
| 46        | Jarkko Kinnunen         | Finlandia     | 1h24'00" |          |                                          | ~>                     |
| 47        | Moacir Zimmermann       | Brasile       | 1h24'02" |          |                                          |                        |
| 48        | Francesco Fortunato     | Italia        | 1h24'19" |          |                                          |                        |
| 49        | Choe Byeong-kwang       | Corea del Sud | 1h24'20" |          |                                          |                        |
| 50        | Aurélien Quinion        | Francia       | 1h24'27" |          | Miglior prestazione personale            |                        |
| 51        | Alberto Amezcua         | Spagna        | 1h24'28" |          |                                          |                        |
| 52        | Vito Minei              | Italia        | 1h24'42" |          | Miglior prestazione personale            |                        |
| 53        | Jakub Jelonek           | Polonia       | 1h24'44" |          |                                          |                        |
| 54        | Mert Atlı               | Turchia       | 1h24'45" |          |                                          |                        |
| 55        | Alex Wright             | Irlanda       | 1h24'46" |          | Miglior prestazione personale stagionale |                        |
| 56        | Benjamin Sánchez        | Spagna        | 1h24'50" |          | Miglior prestazione personale stagionale |                        |
| 57        | Lebogang Shange         | Sudafrica     | 1h24'53" |          |                                          |                        |
| 58        | Aleksi Ojala            | Finlandia     | 1h24'59" |          | Miglior prestazione personale            | >                      |
| 59        | Jean Blancheteau        | Francia       | 1h25'08" |          | Miglior prestazione personale stagionale |                        |
| 60        | Michele Antonelli       | Italia        | 1h25'11" |          |                                          |                        |
| 61        | Nils Brembach           | Germania      | 1h25'20" |          |                                          | ~                      |
| 62        | Pavel Chihuán           | Perù          | 1h25'24" |          | Miglior prestazione personale stagionale |                        |
| 63        | Brendan Boyce           | Irlanda       | 1h25'38" |          | Miglior prestazione personale stagionale |                        |
| 64        | Alexander Castañeda     | Colombia      | 1h25'46" |          | Miglior prestazione personale stagionale | ~                      |
| 65        | Marius Šavelskis        | Lituania      | 1h26'02" |          |                                          |                        |
| 66        | Ersin Tacir             | Turchia       | 1h26'14" |          |                                          |                        |
| 67        | Leonardo Dei Tos        | Italia        | 1h26'38" |          |                                          |                        |
| 68        | Robert Heffernan        | Irlanda       | 1h26'48" |          |                                          | >                      |
| 69        | Isamu Fujisawa          | Giappone      | 1h26'54" |          |                                          |                        |
| 70        | Wayne Snyman            | Sudafrica     | 1h27'15" |          |                                          |                        |
| 71        | Cian McManamon          | Irlanda       | 1h27'26" |          | Miglior prestazione personale            |                        |
| 72        | Kenny Martín Pérez      | Colombia      | 1h27'39" |          | Miglior prestazione personale stagionale |                        |
| 73        | Yassir Cabrera          | Panama        | 1h27'46" |          | Miglior prestazione personale            | ~                      |
| 74        | Miguel Carvalho         | Portogallo    | 1h28'03" |          |                                          |                        |
| 75        | Li Tianlei              | Cina          | 1h28'21" |          |                                          |                        |
| 76        | Park Chil-sung          | Corea del Sud | 1h28'32" |          | Miglior prestazione personale stagionale |                        |
| 77        | Dušan Majdán            | Slovacchia    | 1h28'42" |          |                                          |                        |
| 78        | Marco Antonio Rodríguez | Bolivia       | 1h28'44" |          |                                          |                        |
| 79        | Rafał Fedaczyński       | Polonia       | 1h28'56" |          |                                          |                        |
| 80        | Jordy Jiménez           | Ecuador       | 1h29'17" |          |                                          |                        |
| 81        | Luis Colón              | Porto Rico    | 1h29'25" |          | Miglior prestazione personale stagionale | ~                      |
| 82        | Rudney Nogueira         | Brasile       | 1h29'30" |          | Miglior prestazione personale stagionale |                        |
| 83        | Andriy Kovenko          | Ucraina       | 1h29'32" |          |                                          | ~                      |
| 84        | Kostyantyn Puzanov      | Ucraina       | 1h29'50" |          |                                          | >                      |
| 85        | Predrag Filipović       | Serbia        | 1h29'53" |          |                                          |                        |
| 86        | Emmanuel Corvera        | Stati Uniti   | 1h29'56" |          |                                          | ~~                     |
| 87        | Şahin Şenoduncu         | Turchia       | 1h30'46" |          |                                          |                        |
| 88        | Adrian Ionuţ Dragomir   | Romania       | 1h31'03" |          | Miglior prestazione personale stagionale | >                      |
| 89        | Mathieu Bilodeau        | Canada        | 1h31'13" |          | Miglior prestazione personale stagionale |                        |
| 90        | Anthony Peters          | Stati Uniti   | 1h31'19" |          | Miglior prestazione personale            |                        |
| 91        | Yauhen Zaleski          | Bielorussia   | 1h31'31" |          |                                          | ~~                     |
| 92        | Fabián Bernabé          | Francia       | 1h32'10" |          | Miglior prestazione personale stagionale |                        |
| 93        | Miroslav Úradník        | Slovacchia    | 1h32'23" |          |                                          |                        |
| 94        | Brendon Reading         | Australia     | 1h32'32" |          |                                          |                        |
| 95        | Nathan Brill            | Australia     | 1h32'48" |          |                                          |                        |
| 96        | Joo Hyeon-myeong        | Corea del Sud | 1h33'35" |          | Miglior prestazione personale            |                        |
| 97        | Matthew Forgues         | Stati Uniti   | 1h35'42" |          | Miglior prestazione personale            |                        |
| 98        | Sizwe Ndebele           | Sudafrica     | 1h36'12" |          |                                          |                        |
| 99        | Josè Romero             | Honduras      | 1h36'59" |          | Miglior prestazione personale stagionale |                        |
| 100       | Deiby Cordero           | Costa Rica    | 1h37'06" |          |                                          |                        |
| 101       | Lauri Lelumees          | Estonia       | 1h44'12" |          | Miglior prestazione personale stagionale | >>                     |
| 102       | Matthew Dewitt          | Stati Uniti   | 1h46'59" |          |                                          | >                      |
|           | Éider Arévalo           | Colombia      | dnf      |          |                                          |                        |
|           | Ebrahim Rahimian        | Iran          | dnf      |          |                                          |                        |
|           | Peter Van Hove          | Belgio        | dnf      |          |                                          | *                      |
|           | Serkan Doğan            | Turchia       | dnf      |          |                                          |                        |
|           | Michal Morvay           | Slovacchia    | dnf      |          |                                          | >                      |
|           | José Alessandro Bagio   | Brasile       | dnf      |          |                                          |                        |
|           | Chen Ding               | Cina          | dnf      |          |                                          |                        |
|           | Kai Kobayashi           | Giappone      | dnf      |          |                                          |                        |
|           | Luís Alfonso López      | El Salvador   | dnf      |          |                                          |                        |
|           | José Leonardo Montaña   | Colombia      | dnf      |          |                                          |                        |
|           | Veli-Matti Partanen     | Finlandia     | dnf      |          |                                          |                        |
|           | John Cody Risch         | Stati Uniti   | dnf      |          |                                          | >                      |
|           | Giorgio Rubino          | Italia        | dnf      |          |                                          | ~                      |
|           | Sérgio Vieira           | Portogallo    | dnf      |          |                                          |                        |
|           | Singh Devender          | India         | dq       |          |                                          | ~~~                    |
|           | Dominic King            | Gran Bretagna | dq       |          |                                          | ~>>                    |
|           | Hamid Reza Zooravand    | Iran          | dq       |          |                                          | ~>>                    |
|           | Raouf Ben Behi          | Tunisia       | dq       |          |                                          | >>>                    |
|           | Lukáš Gdula             | Rep. Ceca     | dq       |          |                                          | >>>                    |
|           | Matias Korpela          | Finlandia     | dq       |          |                                          | >>>                    |
|           | Mohammed Abusweilem     | Palestina     | dns      |          |                                          |                        |
|           | Michael Hosking         | Australia     | dns      |          |                                          |                        |

### A squadre
| Posizione | Paese         | Atleti                                                    | Punti |
| --------- | ------------- | --------------------------------------------------------- | ----- |
| Oro       | Cina          | Wang Zhen Cai Zelin Wang Kaihaua                          | 16    |
| Argento   | Canada        | Benjamin Thorne Iñaki Gómez Evan Dunfee                   | 28    |
| Bronzo    | Ecuador       | Andrés Chocho Mauricio Arteaga Brian Pintado              | 41    |
| 4         | Germania      | Christopher Linke Carl Dohmann Hagen Pohle                | 45    |
| 5         | Ucraina       | Ruslan Dmytrenko Nazar Kovalenko Ivan Losyev              | 55    |
| 6         | Spagna        | Álvaro Martín Diego García Miguel Ángel López             | 55    |
| 7         | India         | Ganapathi Krishnan Manish Singh Sandeep Kumar             | 80    |
| 8         | Giappone      | Eiki Takahashi Takumi Saitō Satoshi Maruo                 | 82    |
| 9         | Bielorussia   | Dzianis Simanovich Dzmitryj Dzjubin Aliaksandr Liakhovich | 108   |
| 10        | Polonia       | Dawid Tomala Rafał Augustyn Jakub Jelonek                 | 124   |
| 11        | Brasile       | Caio Bonfim Moacir Zimmermann Rudney Nogueira             | 137   |
| 12        | Australia     | Dane Bird-Smith Rhydian Cowley Brendon Reading            | 137   |
| 13        | Colombia      | Iván Garrido Alexander Castañeda Kenny Martín Pérez       | 154   |
| 14        | Italia        | Francesco Fortunato Vito Minei Michele Antonelli          | 160   |
| 15        | Corea del Sud | Kim Hyun-sub Choe Byeong-kwang Park Chil-sung             | 168   |
| 16        | Irlanda       | Alex Wright Brendan Boyce Robert Heffernan                | 186   |
| 17        | Francia       | Aurélien Quinion Jean Blancheteau Fabián Bernabé          | 201   |
| 18        | Turchia       | Mert Atlı Ersin Tacir Şahin Şenoduncu                     | 207   |
| 19        | Slovacchia    | Anton Kučmín Dušan Majdán Miroslav Úradník                | 208   |
| 20        | Sudafrica     | Lebogang Shange Wayne Snyman Sizwe Ndebele                | 225   |
| 21        | Stati Uniti   | Emmanuel Corvera Anthony Peters Matthew Forgues           | 273   |